# Topești, Vrancea
Topești este un sat în comuna Bârsești din județul Vrancea, Moldova, România. Se află în partea central-nordică a județului, în Depresiunea Vrancei, pe malul stâng al Putnei. La recensământul din 2002 avea o populație de 548 locuitori.